# تشي تسوجي
تشي تسوجي (9 أغسطس 1969 في اليابان - ) (بالكانا:つじ ちえ) هي لاعبة كرة طائرة يابانية في مركز ممرر ‏. شاركت في الألعاب الأولمبية الصيفية 2004.

## وصلات خارجية
- تشي تسوجي على موقع عالم الكرة الطائرة (الإنجليزية)
- تشي تسوجي على موقع أوليمبيديا (الإنجليزية)